# Marijane Minaberri
Marijane Minaberri ou Marie-Jeanne Minaberry (Banca, 7 septembre 1926 - Blaye, 23 février 2017) est une auteure de littérature pour enfants en langue basque. Elle a également travaillé pour des médias bascophones et a participé à l'édition d'une grammaire basque,.

## Biographie
Née à Banca (maison « Atalkienea »), Marijane Minaberri fréquente l'école jusqu'à ses 12 ans avant de partir à St Palais poursuivre ses études puis à Anglet. Malheureusement, sa mère tombe malade et elle doit les interrompre avant l'obtention du baccalauréat.
En 1948, elle devient secrétaire de mairie à Banca, poste qu'elle occupera durant une dizaine d'années. En 1954, elle part vivre à Ustaritz avec toute sa famille et prend un poste d'enseignante à Bayonne pendant 3 ans.
Elle commence à travailler pour la presse locale, d'abord pour l' Éclair basque, l'édition basque de Éclair Pyrénées de Pau. Elle y rencontre des représentants de la culture basque comme Canon Ddiddue (Grégoire) Epherre, Joseph Camino (le créateur de Pan-pin), et les journalistes et écrivains Gexan Alfaro (eu) et Jean Battitt Dirizar. Parallèlement elle collabora à des médias bascophones tels que Herria, Gure Herria, Almanaka et le journal pour enfants Pan-pin. En 1975, Sud Ouest a acheté l' Éclair basque puis travaille pour ce journal jusqu'à sa retraite en 1990.
Elle fut l'une des premières femmes à s'exprimer en basque à la radio sur Radio Côte Basque en 1960, et participa ensuite à des émissions radiophoniques sur Gure Irratia et Lapurdi Irratia (eu).
De plus, elle contribua aux côtés de Manuel Michelena et de Piarres Lafitte à la publication d'ouvrages de grammaire : Grammaire basque pour tous et Dictionnaire basque pour tous.
Marijane Minaberri a été une pionnière de la littérature pour enfants en langue basque dans des domaines divers, théâtre, contes, poèmes… que ce soient des traductions ou des créations. Son premier recueil pour enfant est Marigorri en 1961. À partir de 1963, ses contes dans Itchulingo anderea et ses poèmes dans Xoria kantari, marquent un tournant pour la littérature pour enfants en langue basque. Le groupe Oskorri a contribué à faire connaître son travail en mettant certains de ses poèmes en musique dans l'album Marijan kanta zan (1999).
Marijane Minaberri était membre d'honneur de l'Académie de la langue basque.

## Distinctions
- prix Toribio Altzaga (eu) de l'Académie de la langue basque (Euskaltzaindia), pour sa pièce de théâtre pour enfants Haur antzerki, 1983[10]
- Prix Biltzar, 2002[11]